# Утврђивање болести
Утврђивање болести, постављање дијагнозе је поступак испитивања болесника и утврђивање болести, који у пропедевтици и клиничкој пракси, користи јасно утврђену медицинску методологију. Методологија утврђивања болести захтева да испитивач поседује одређена знања, и вештине, да разликује главне (основне) од споредних знакова и симптома болести. У току утврђивања болести испитивач мора строго поштовати правила медицинске методологије за утврђивање болести, која захтевају стриктно поштовање одређеног редоследа утвђивања болести одређених ткива, система и органа. У клиничкој психологији, утврђивање болести је део психолошке процене, и подразумева утврђивање болести или психичког стање применом методологије посматрања симптома и знакова.
Лекар утврђује болест на основу симптома, знакова и других комплементарних налаза, који се испољавају код болесник. Обично се болест не може утврдити само на основу једног симптома јер се они најчешће срећу код више болести, и зато се при утврђеивању болести морају узети у обзир бројни знаци и симптоми, који се често надопуњују бројним дијагностичким методама.

## Историјат
У историји медицине, утврђивање болести, почење да се озбиљније примењује још од давних дана, почев од Имотепа у древном Египту и Хипократа у античкој Грчкој.  У методологији традиционалне кинеске медицине, примењивана су четири поступка за утврђивање болести; инспекција, аускултаторно-мирисно испитивања и палпација
Вавилонски медицински уџбеник Приручник за дијагнозу, који је написао (енгл. Esagil-kin-apli) (фл. 1069-1046. п. н. е.), уводи емпиризам, логику и рационалност у методологију утврђивања болести. Књига примењује логичка правила и комбиновано посматрање симптома на телу болесника за утврђивање и прогнозу болести. У својој књизи (енгл. Esagil-kin-apli) описује симптоме многих врста епилепсије и сродних обољења, наводећи њихову дијагнозу и прогнозу
У методологији савремене светске медицине за утврђивање болести, све више се намеће пракса и искуство лекара, над теоретским знањима која су све садржајнија и богатија у 21. веку, и чија правилна примена, мора бити саставни део праксе, кроз праксу увежбана, проверена и доказана као поуздана и исправна.

## Методологија
Методологија утврђивање болести захтева примену оба принципа логике, односно анализу и синтезу, користећи при томе и разне поступке и редње, за утврђивање дијагнозе болести;

### Анамнеза
Је поступак прикупљања података о субјективним тегобама (прикупљање симптома болести) који су се јавили код болесника од почетка болести до момента узимања анамнезе. Подаци за анамнезу прикупљају се од самог болесника, али и од чланова породице или од лица из болесникове околине, ако то методологија утврђивања болести захтева.

### Објективан (физикалан) преглед
То је поступак којим се утврђују промене у болесника (занци болести). Објективан (физикалан) преглед се обавља коришћењем следећих основних физикалних метода;

##### Посматрање (инспекција)
Је визуелни начин посматрања болесника и поједних његових делова тела. Ова метод пре свега подразумева упоредно посматрање целокупнок тела, или појединих његових делова и захтева доста знања и искуства од испитивача.

##### Пипање (палпација)
Је поступак којим се пипањем одређених делова тела оцењује квалитет осећаја (осећај додира, топлоте (температуре), покрета, треперења, положаја и чврстине). Палпција захтева одређена знања и обимно искуство.

##### Ударање (перкусија)
Директно ударање по појединим деловима тела болесника и ослушкивање произведеног звука и других појава које том приликом настају назива се ударање. Ударањем по површини тела производи треперење зида грудног коша, трбуха и органа смештених у дубини тела, које се у виду звучних таласа преносе до ува испитивача.

##### Ослушкивање (аускултација)
Је метода којом се ослушкују звуци (шумови) и друге звучне појаве које настају при раду поједних органа у телу, као и њихове промена које могу да настану у току појединих болести. Ослушкивање се може вршити директно постављањем ува на одређени део тела, или индиректно преко одређеног прибора који се користи у објективном прегледу.

### Допунска испитивања
Обухватају велики број поступака при којима се користе разни апарати и опрема за утврђивање суштинских промена, функционалних особина и анатомохистолошких промена ткива, органа, система органа и састав поједних ткивних течности, у болесника.

### Утврђивање (постављање) дијагнозе
Дијагноза болести је најкраћи могући израз о свим карактеристикама болести и она треба да обухвати и да искаже;
- врсту болести (суштину промена у организму),
- место промена (који је орган захваћен),
- узрок (етиологију),
- патогенезу, функционалне поремећаје,
- ток и исход болести.[2]

Дијагнозом се изражава и активност болести, да ли се ради о мирном или стално напредујућем облику, чији ток може бити спор или брз. Дијагноза није у стању (и не треба) да наведе све чињенице, али мора да садржи што више израза који јасно описују стање и врсту болести у неког болесника.
Дијагноза болести се утврђује на основу симптома и знакова болести (анамнезе) и опште инспекције болесника, али је исправније ако се дијагноза поставља након детаљно прикупњених података применом напред наведених поступака. Када се пажљиво прикупе сви подаци, они се детаљно анализирају и изводи се коначни закључак о свим карактеристикама (видовима) болести.
Закључак који проистиче након наведене методологија утврђивања болести назива се дијагноза болести.

##### Епикриза
Извођење закључака у току постављања дијагнозе болести, назива се епикриза (лат. epicrisis). Епикриза на најкраћи могући начин који на основу симптома и основних знакова болести и најбитнијих резултата допунских испитивања, треба да објасни на основу чега се дошло до дијагнозе болести.

### Медицинска документација
Правилно прикупљена документација у прошлости, олакшава утврђивање постојеће болести али и потврду да је тренутна болест последица поновног јављања већ раније евидентиране болести.
Зато се све прикупљене чињенице о болеснику (генералије) и његовој болести детаљно се уписују у медицинску документацију, која може бити у писаном или електронском облику (на рачунару). Основну медицинску документацију чини болеснички картон (у установама основне заштите) и историја болести (у установама стационарне заштите).
Целокупни подаци о болести, спроведеним испитивањима, као и сва запажања констатована у току лечења болесника уносе се у документацију, или се бележе на посебним листовима, који се прикључују уз основну документацију, а сви ти писани или електронски подаци о болеснику и његовој болести представљају медицинску документацију. Пажљиво прикупљена документација чува се према прописаним роковима од надлежног Министарства здравља.
Једном правилно устројена медицинска документација може олашати препознавање болести, након поновног јављања боелсника или усмерити на новонастале болести и броних компликација.

## Проблеми
У току постука утврђивања болести могу настати и следећи проблеми;
- Изостанак дијагнозе,
- Кашњење у постављању дијагнозе
- Нејасноћа око означавање дијагнозе
- Уопштавање дијагнозе или нетачна дијагноза.